# Zemlja Sannikova
Zemlja Sannikova (russisk: Земля Санникова) er en sovjetisk spillefilm fra 1974 af Albert Mkrttjan og Leonid Popov.

## Medvirkende
- Vladislav Dvorzjetskij som Ilin
- Oleg Dahl som Jevgenij Krestovskij
- Jurij Nazarov som Gubin
- Georgij Vitsin som Ignatij
- Makhmud Esambajev som Sjaman